# Establiments Francesos del Gabon
Els Establiments Francesos del Gabon van ser un territori colonial de França, al golf de Guinea.
Els Establiments Francesos del Golf de Guinea van esdevenir el 1843 els Establiments Francesos del Gabon dependents de la divisió naval de la costa Occidental d'Àfrica, amb seu a Saint Louis del Senegal. El 1850 es va fundar la futura capital, Libreville, que va sorgir per acollir a antics esclaus alliberats d'un vaixell negrer; el naixement de Libreville està relacionat amb l'incident del vaixell d'esclaus del Brasil 'Ilizia'; després de la captura del vaixell ple d'esclaus, les autoritats franceses van decidir agrupar-los en un poble, a imatge del que va tenir lloc a Freetown. Així es va triar el nom de Libreville (que és equivalent a Freetown) per expressar la llibertat adquirida per aquests esclaus; al començament s'hi van instal·lar 30 esclaus, i va ser la punta de llança del procés d'ocupació del territori de Gabon pels francesos.
El 1854 el territori va passar a formar part de la colònia de Gorée i dependències dintre de la qual es va conservar com un subgovern. Arran de l'acció d'exploradors com Marquès Victor Compiègne, el seu amic Alfred Actiu, i Pierre Savorgnan de Brazza, els acords amb els grups de població nacionals van permetre augmentar les missions catòliques. El 1860 la colònia fou rebatejada Territori de Gabon i va formar part de la nova colònia de Costa de Marfil i Gabon

## Llista de governadors dependents de la Divisió Naval de la Costa Occidental d'Àfrica amb seu a Senegal
- Antoine Devoisins 1843-1844
- Joseph Marie Millet 1844
- André Brisset 1844-1846
- Eugène Louis Hugues Méquet 1846
- Clément Grosjean 1846
- Jean Carrilès 1846-1847
- André Brisset (segona vegada) 1847-1848
- Adolphe Alexandre Sourdeaux 1848
- Eugène Jean Antione Desperles 1848
- Étienne Charles Deschanel 1848-1849
- Jean-Auguste Martin 1849-1850
- Alexis Édouard Vignon 1850-1853
- Théophile Quillet 1853-1854

## Llista de governadors dependents de la Divisió Naval de la Costa Occidental d'Àfrica amb seu a Gorée
- Théophile Quillet 1854 - 1857
- Alexis Édouard Vignon (segona vegada) 1857 - 1859
- Pierre Alexandre Mailhetard 1859 - 1860